# Requin-renard
Pour les articles homonymes, voir Renard.
Alopias, Alopiidae · Alopiidés
Famille
Genre
Statut de conservation UICN

 EN A2bd : En danger
 Alopias pelagicus
Statut de conservation UICN

 VU A2bd : Vulnérable
 Alopias superciliosus
Statut de conservation UICN

 VU A2bd+3bd+4bd : Vulnérable
 Alopias vulpinus 
Les Requins-renards, Renards de mer ou Alopiidés (Alopiidae) forment une famille monotypique de requins contenant le genre Alopias.

## Dénomination
Le nom de cette famille et de ce genre de requins dérive du grec Alopex qui signifie renard.

## Aspect
- Corps cylindrique, vigoureux.
- Gueule de petite taille.
- Les dents sont petites et triangulaires.
- Ces squales sont facilement identifiables à leur appendice caudal, falciforme, dont la partie supérieure est très longue et peut parfois mesurer jusqu'à la moitié de la longueur totale de l'animal.
- Yeux de taille importante (notamment chez A. superciliosus).
- Corps de couleur gris ou brun, le ventre étant blanc.

## Taille
En général, ces requins ne dépassent pas les 5 m à l'âge adulte (queue comprise, qui représente souvent plus de la moitié de la longueur).
- Record de 6,30 mètres  et 440 kilos pour le requin-renard commun.
- Record de France : 5,15 mètres et 389 kilos (6 août 1999), 5,50 mètres avec 280 kilos (2 mai 2010) et 6 mètres (30 juillet 2018).
- 3,30 mètres pour le requin-renard pélagique.
- 4,50 mètres pour le requin-renard à gros yeux.
- 6,00 mètres pour le requin-renard près de l'ile Frioul.[réf. nécessaire]

Comme tous les Lamniformes, cette espèce est ovovivipare et pratique le cannibalisme intra-utérin. Naissent alors 2 à 6 petits, déjà vigoureux et qui mesurent déjà entre 1,20 et 1,50 mètre.

## Habitat et distribution
- Eaux côtières et océaniques, jusqu'à 500 mètres de profondeur.
- Toutes mers tempérées et tropicales dont la mer Rouge.

Ces requins peuvent se rassembler en immenses bancs, comme au large de la Californie où l'un d'eux a été exterminé par des pêcheurs en quelques jours.

## Alimentation
- Poissons de petite taille se déplaçant en bancs.
- Céphalopodes et crustacés.
- Ces requins attaquent rarement leurs congénères plus petits.

## Dangers pour l'homme
- Inoffensives pour les baigneurs, ces espèces ne s'approchant que rarement des côtes.
- Se contentent d'évoluer à distance des plongeurs. Méfiance tout de même pour les chasseurs sous-marins, l'un d'eux ayant été attaqué en 1993 en Nouvelle-Zélande.
- Le requin-renard commun est néanmoins considéré comme dangereux, des cas d'attaques sur des embarcations ayant été révélées en Nouvelle-Zélande.

## Liste des espèces
Selon FishBase (10 mars 2016) et World Register of Marine Species (10 mars 2016) :  ___ 
- Alopias pelagicus Nakamura, 1935 – Requin-renard pélagique
- Alopias superciliosus Lowe, 1841 –  Requin-renard à gros yeux
- Alopias vulpinus (Bonnaterre, 1788) – Requin-renard commun

Espèces fossiles selon Paleobiology Database (10 mars 2016) :
- Alopias latidens
- Alopias macrourus
- Alopias grandis
- Alopias palatasi
- Alopias latidens

## Galerie

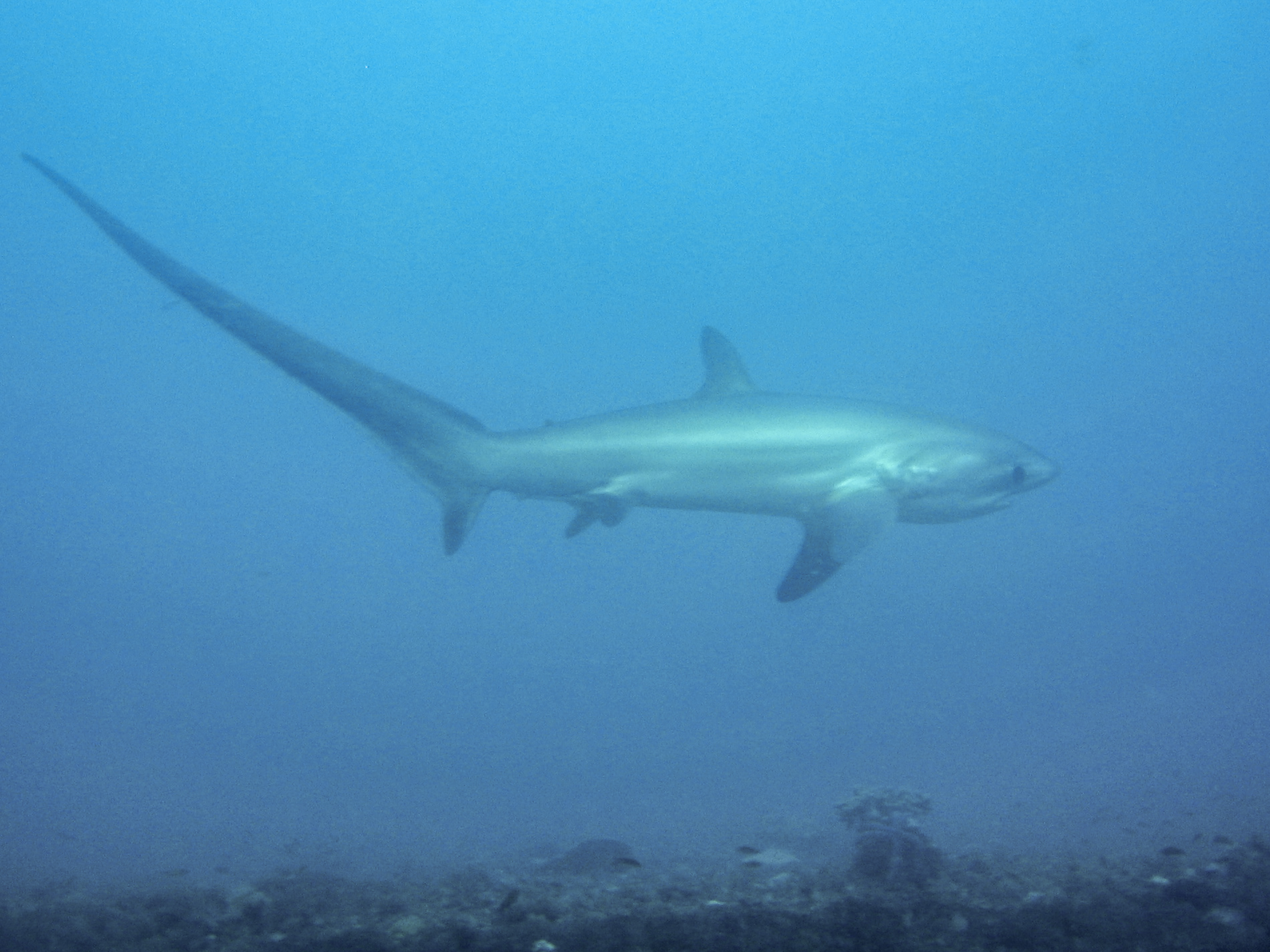
Alopias pelagicus
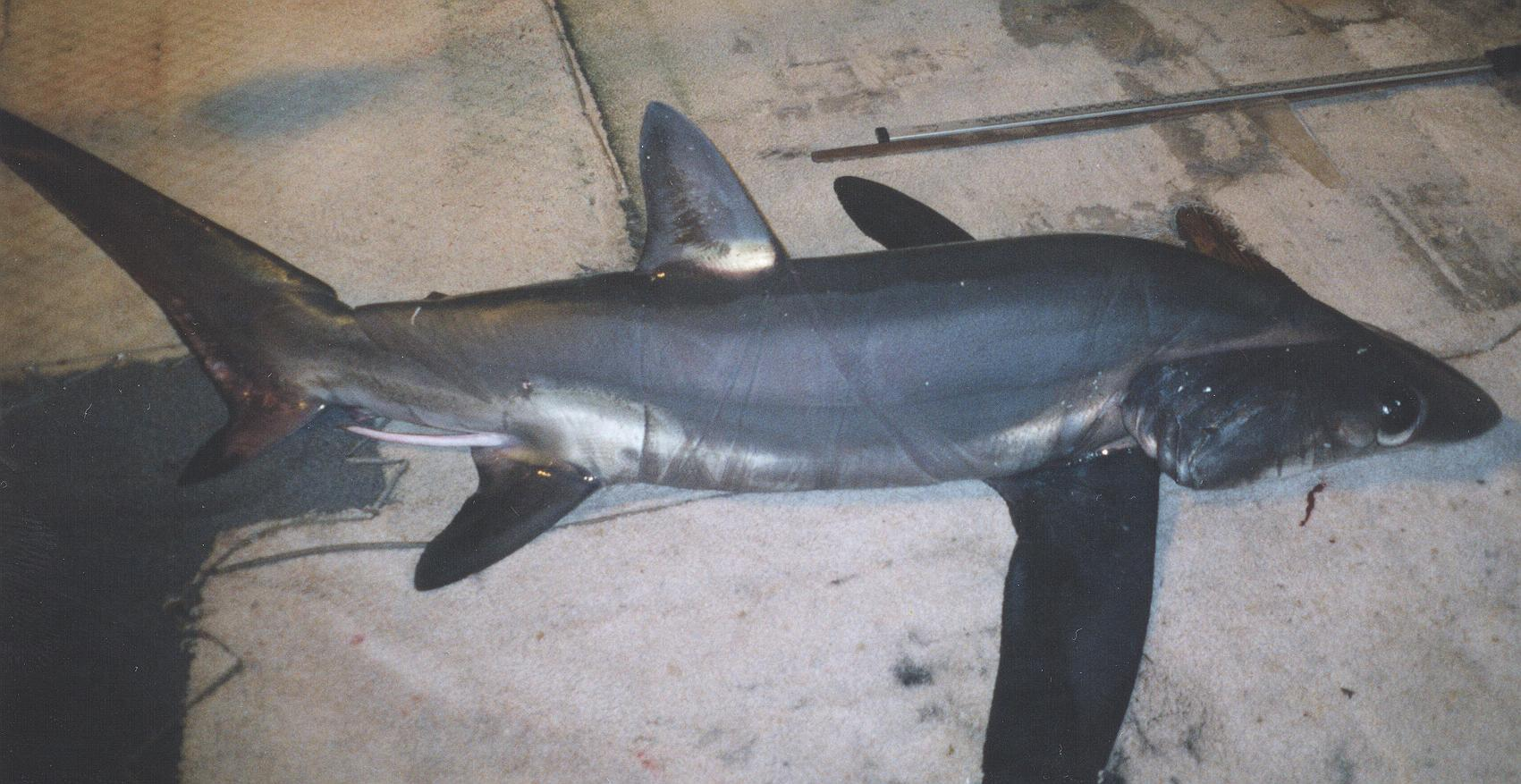
Alopias superciliosus
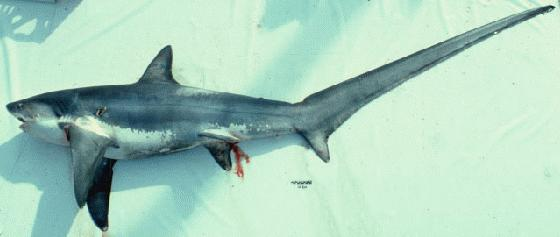
Alopias vulpinus